# Rümelinsplatz
Der Rümelinsplatz ist ein Platz in der Schweizer Stadt Basel.

## Platz

### Lage
Der Rümelinsplatz befindet sich im Zentrum der Stadt Basel. Er ist Teil der Fussgängerzone. Der Platz ist von historischen Gebäuden umgeben und hat im Laufe der Jahre eine Reihe von Veränderungen und Neugestaltungen erfahren.
Früher trennte der Rümelinbach, an dem die Rümelinsmühle lag, den Platz in zwei Teile. Heute ist er durch eine durchgehende Pflästerung mit geschliffenen Rheinwacken gekennzeichnet, die sich an den historischen Gebäuden orientiert.

### Geschichte
Im Laufe der Jahre wurde der Platz vergrössert; er wird heute von modernen, mehrstöckigen Geschäftshäusern dominiert. Das Haus Nr. 11, bekannt als «zum Karspach», hatte bereits 1467 einen Küfer als Bewohner und ist bis heute ein Zeugnis der handwerklichen Tradition des Platzes. Ähnlich ist es mit dem «Eulerschen Haus», benannt nach einem Mitglied des berühmten Mathematikergeschlechts (Leonhard Euler), das dort von 1638 bis 1668 lebte. Ein besonderes Ereignis in der Geschichte des Platzes war das «Fritschi-Fest» im Herbst 1508, ein Ausdruck der überschäumenden Freude nach dem Sieg am Fridolinstag, der das Ende des Alten Zürichkriegs markierte. Die Figur des «Bruders Fritschi» von der Zunft zu Safran aus Luzern, eine Personifikation dieser Freude, ist ein bleibendes Symbol dieses historischen Moments.

## Brunnen

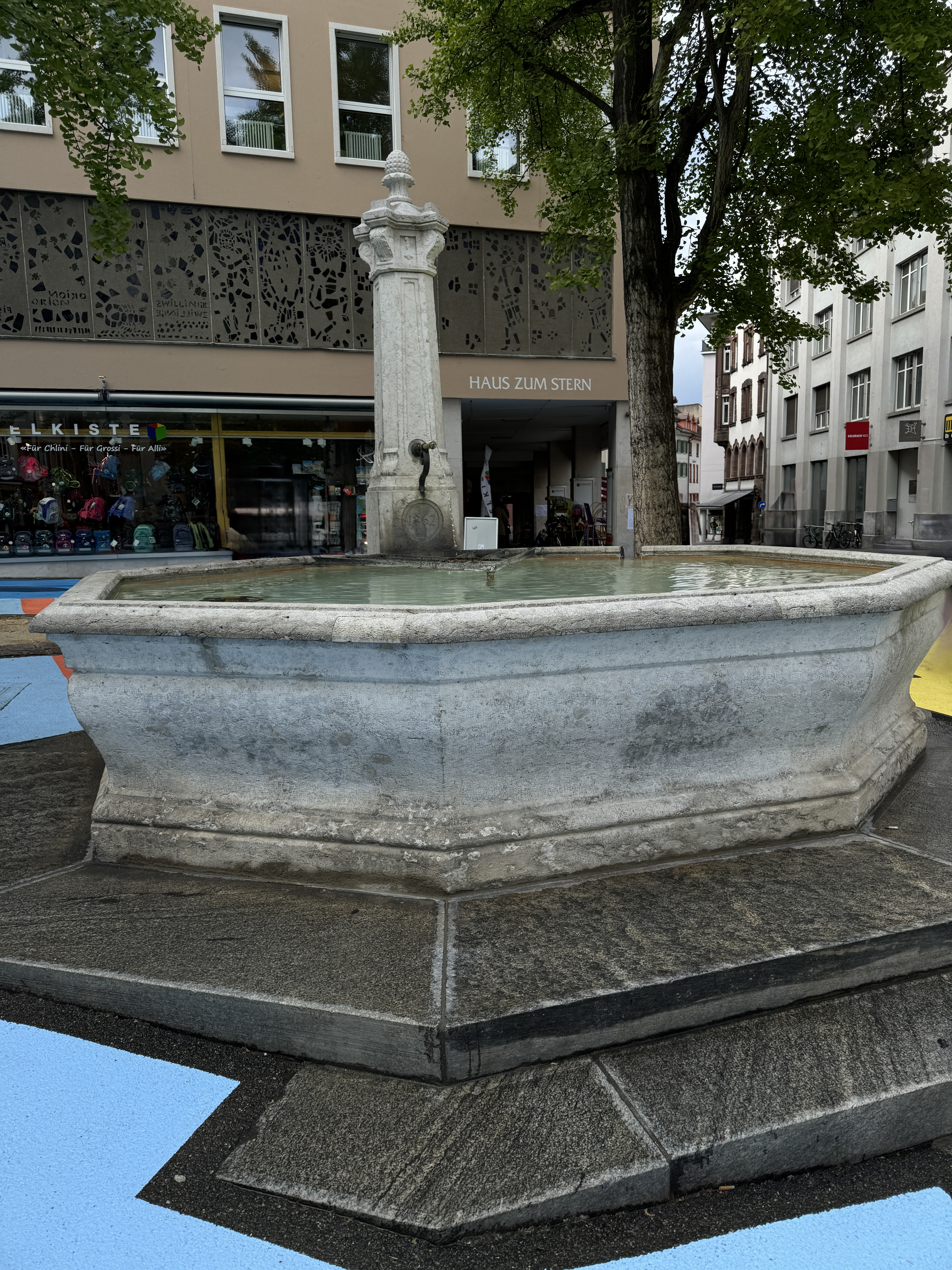
Rümelinsbrunnen auf dem Rümelinsplatz

Der Rümelinsbrunnen besteht aus einer Säule mit einem Wasserspeier und einer verzierten Krone mit einer Knospe. Ursprünglich stand der Brunnen an einem anderen Ort und ersetzte den alten Lysbrunnen vor dem Haus Leonhardsgraben 24 seit 1862, als der Stadtgraben zugeschüttet wurde. Da es damals keine Wasseranschlüsse in den Häusern gab, war die Wasserquelle in dieser Gegend wichtig, weshalb ein neuer Brunnen zwischen zwei Gebäuden auf der Lyss errichtet wurde. Der neue Lysbrunnen stand nur wenige Schritte vom alten entfernt und war etwa dort, wo heute die Hausnummer Auf der Lyss 16 ist. Über 60 Jahre lang lieferte er Wasser. Die alten Gebäude wurden durch neue ersetzt, und der Brunnen musste im April 1938 einer Strassenkorrektur weichen. Danach lag er für viele Jahre im Erlenpumpwerk, bevor er 1970 seinen Platz auf dem Rümelinsplatz fand. Die Jahreszahl 1862, die eingemeisselt ist, erinnert an seine Ursprünge auf der Lyss. Nach seinem Umzug erhielt er 1970 den Namen «Rümelinsbrunnen».